# 蓬莱水城
37°49′24″N 120°44′58″E / 37.82333°N 120.74944°E
蓬莱水城位于中国山东省蓬莱区蓬莱阁街道丹崖山东侧，又称备倭城，是明清时期的海防要塞，戚继光曾在此镇守。1982年被列为第二批全国重点文物保护单位。
蓬莱水城始建于明洪武九年（1376年），初为土城。万历二十四年（1596年）在土城外包砖。总面积27万平方米，包括海港建筑和防御性建筑两部分，前者包括水门、防波堤、平浪台、码头、振杨门、灯楼，后者包括城墙、敌台、炮台、水闸、护城河等。

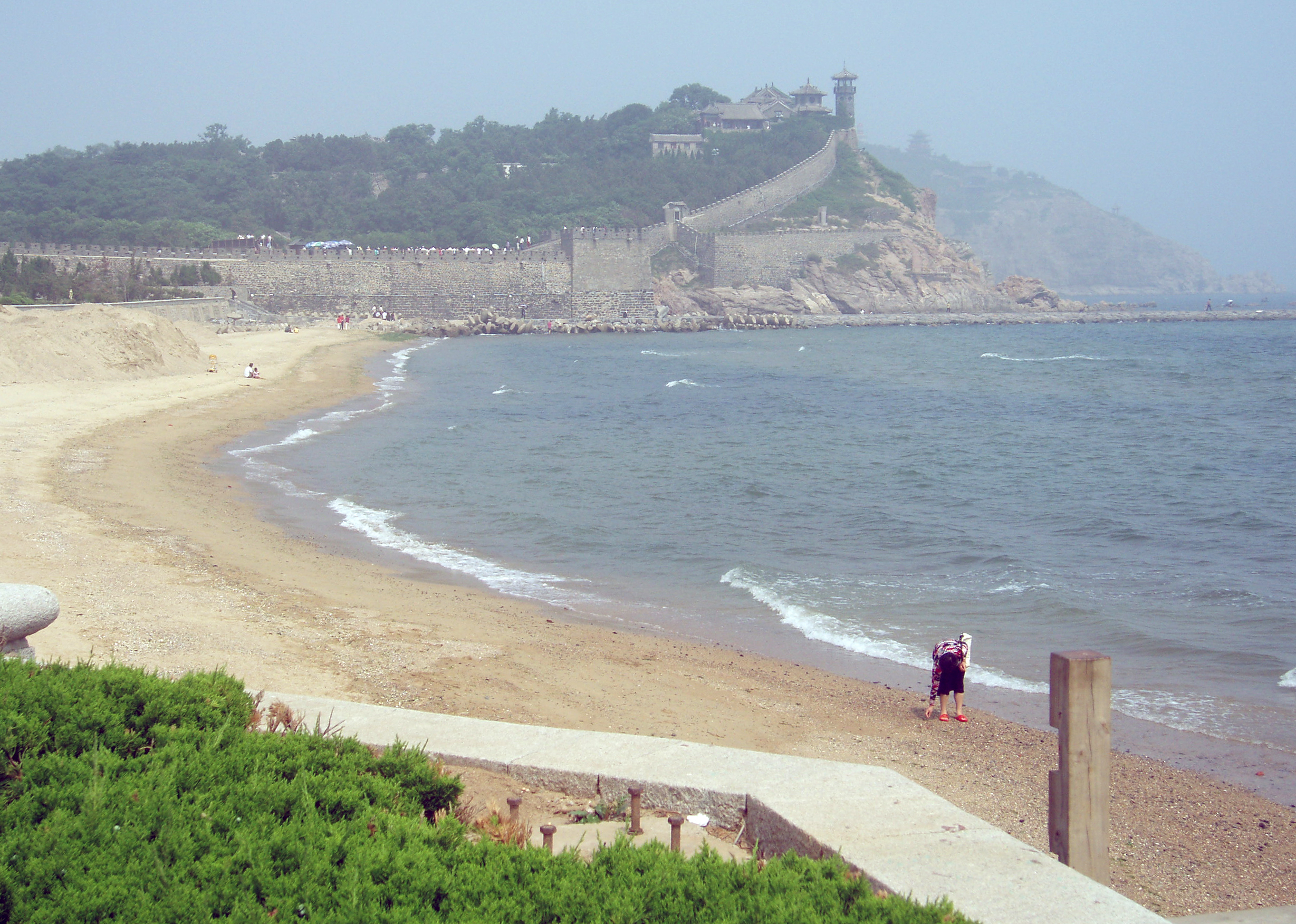
远处为丹崖山，山顶为蓬莱阁，山下城墙即为水城
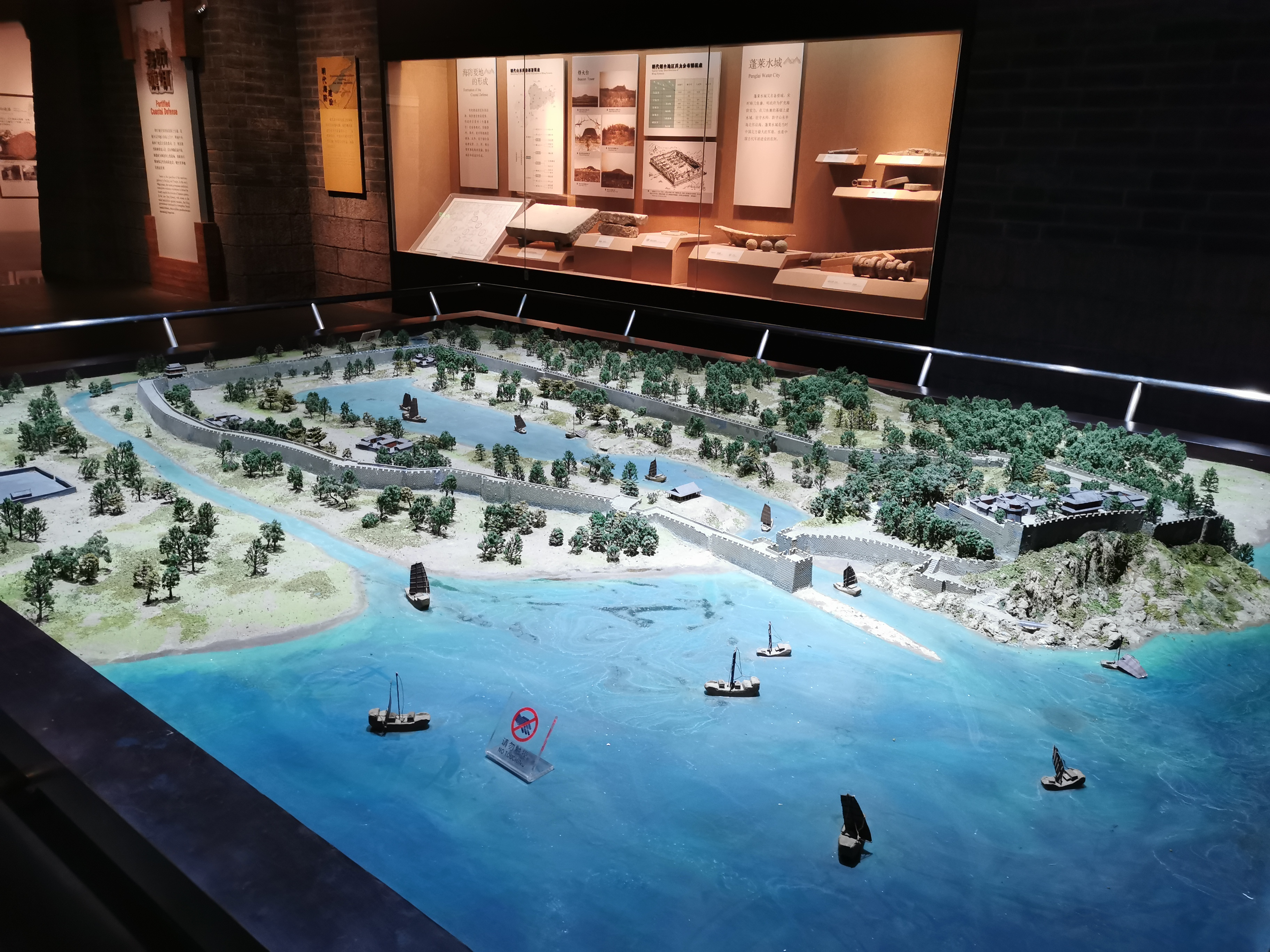
蓬莱水城模型